# Степанки (Харківський район)
Степа́нки — село в Україні, у Вільхівській сільській громаді Харківського району Харківської області. Населення становить 164 осіб. До 2020 орган місцевого самоврядування — Вільхівська сільська рада.

## Історія
12 червня 2020 року, розпорядженням Кабінету Міністрів України № 725-р «Про визначення адміністративних центрів та затвердження територій територіальних громад Харківської області», увійшло до складу Вільхівської сільської громади.

19 липня 2020 року, в результаті адміністративно-територіальної реформи та ліквідації Харківського району(1923—2020), село увійшло до складу новоутвореного Харківського району.

Степанки на мапі 1783 року

## Географія
Село Степанки знаходиться на лівому березі річки Роганка, вище за течією на відстані 1 км розташоване село Вільхівка, нижче за течією примикає село Коропи, на протилежному березі — село Вільхівка. На річці зроблено велике Вільхівське водосховище. Біля села кілька масивів садових ділянок.